# Цегелик Григорій Григорович
Цегелик Григорій Григорович (27 липня 1942, Комарно) — заслужений професор Львівського університету (2008), завідувач кафедри математичного моделювання соціально-економічних процесів, доктор фізико-математичних наук, математик.

## Біографічні відомості

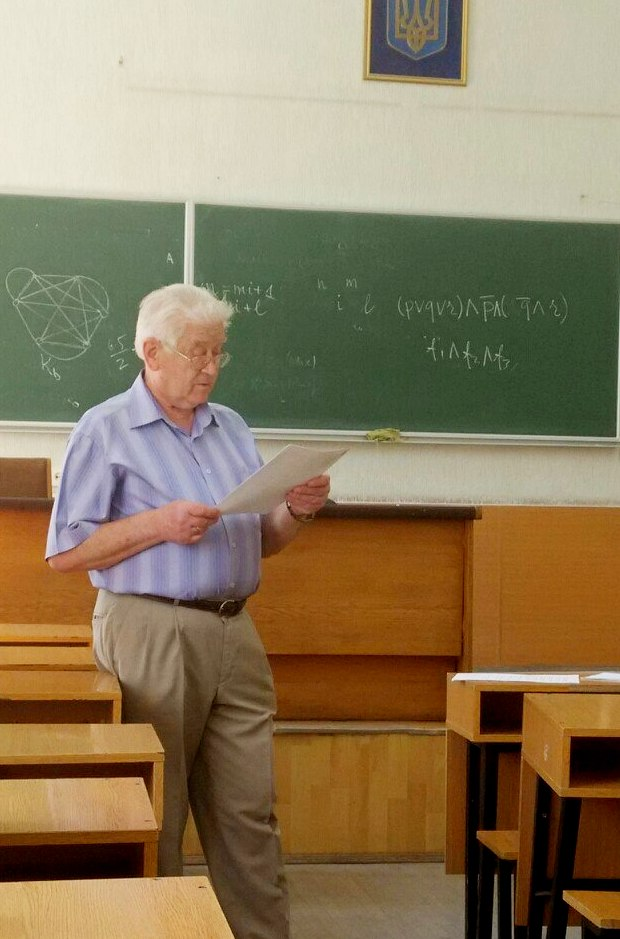

Народився 27 липня 1942 р. в м. Комарно Львівської області. Закінчив механіко-математичний факультет Львівського університету в 1965 р. Вчився в аспірантурі при кафедрі обчислювальної математики Львівського університету. В 1969 р. захистив кандидатську дисертацію на здобуття наукового ступеня кандидата фіз.-мат. наук, а в 1990 р. — докторську дисертацію, на здобуття наукового ступеня доктора фізико-математичних наук. Професор з 1992 р. З 1967 року працює у Львівському університеті: 1967-74 рр. асистент, ст. викладач, доцент кафедри обчислювальної математики; 1974—1984 рр. завідувач кафедри механізованої обробки економічної інформації; 1984—1993 рр. ст. наук. співробітник, доцент, професор кафедри економічної інформатики та АСУ; 1993—2000 рр. завідувач кафедри обчислювальної математики; з 2000 р. завідувач кафедри математичного моделювання соціально-економічних процесів.

## Наукова діяльність
Наукові інтереси: проблеми оптимізації сучасних інформормаційних технологій; розробка теорії некласичних мажорант і діаграм Ньютона функцій та її використання для побудови нових чисельних методів розв'язування різних класів задач алгебри, матем. аналізу та диф. рівнянь; питання математичного моделювання соціально-економічних процесів. Автор більше 600 друкованих праць, з них чотири монографії, посібник з грифом Міністерства освіти, підручник з грифом Міністерства освіти та науки і більше 30 посібників і текстів лекцій, виданих у видавництві ЛНУ імені Івана Франка та видавництві «Вища школа». Підготував 9 кандидатів наук.
За час існування кафедри опубліковано 314 наукових праць, з них зі студентами — 26, видано з грифом МОН України підручник «Чисельні методи» та 2 навчальні посібники «Спеціалізовані програмні продукти для фінансового обліку та аналізу», «Наближені методи розв'язування крайових задач для диференціальних рівнянь з частинними похідними та інтегральних рівнянь». Без грифу МОН України видано 3 посібники «Чисельне розв'язування плоскої та осесиметричної задачі Дірихле для рівняння Пуассона у випадку складних областей», «СКБД ACCESS», «Основи інформаційних технологій» та низку текстів лекцій і методичних розробок.

### Праці
- Методы автоматической обработки информации. Львов: Вища школа, 1981.
- Организация и поиск информации в базах данных. Львов: Вища школа, 1987.
- Системы распределенных баз данных. Львов: Свит, 1990.
- Цегелик Г. Г.Лінійне програмування. Львів: Вища школа, 1995.
- Цегелик Г. Г.Чисельні методи. Львів: ЛНУ імені Івана Франка, 2004.
- Цегелик Г. Г. Моделювання та оптимізація доступу до інформації файлів баз даних для однопроцесорних і багатопроцесорних систем / Г. Г. Цегелик — Львів: Вид-во ЛНУ імені Івана Франка, 2010. — 192 с.
- Цегелик Г. Г. Основи економетрії: Текст лекцій. — Львів: ЛНУ імені Івана Франка
- Цегелик Г. Г. Наближені методи розв'язування крайових задач для диференціальних рівнянь з частинними похідними та інтегральних рівнянь. Львів: Вид. центр ЛНУ ім. Івана Франка,,. 2008. — 140с.
- Цегелик Г. Г. Сіткові моделі, математичні моделі розкрою матеріалів, матричні ігри. Текс лекцій. Львів: Видавничий центр ЛНУ імені Івана Франка. 2008. — С. 1-36.

### Журнальні публікації
- Г. Г. Цегелик, «Параметрическая локализация по модулям нулей полиномов и рядов Лорана», Изв. вузов. Матем., 1967, № 12, 90-96.
- Цегелик Г. Г., Семенська О. Б. До вибору оптимального числа процесорів багатопроцесорних ЕОМ при пошуку інформації в послідовних файлах. Вісник Львівського університету. Серія механіко-математична.Прикладна математика. Математика. Механіка. № 46. 1997.

## Державні нагороди
- Заслужений діяч науки і техніки України (10 жовтня 2011) — за вагомий особистий внесок у розвиток національної освіти, підготовку висококваліфікованих фахівців, багаторічну плідну науково-педагогічну діяльність та з нагоди 350-річчя Львівського національного університету імені Івана Франка[2]